# ديفيد سلون
ديفيد سلون (بالإنجليزية: David Sloane)‏ هو لاعب هوكي الجليد أمريكي، ولد في 6 أبريل 1985 في أمبلر في الولايات المتحدة.

## وصلات خارجية
- ديفيد سلون على موقع دوري الهوكي الوطني (الإنجليزية)
- ديفيد سلون على موقع EliteProspects.com (الإنجليزية)
- ديفيد سلون على موقع HockeyDB.com (الإنجليزية)
- ديفيد سلون على موقع Hockey-Reference.com (الإنجليزية)